# Calochortus tolmiei
Calochortus tolmiei là một loài thực vật có hoa trong họ Liliaceae. Loài này được Hook. & Arn. miêu tả khoa học đầu tiên năm 1840.